# Daphné Vaudoyer
Pour les articles homonymes, voir Vaudoyer.
Daphné Doublet-Vaudoyer, née le 7 septembre 1930 à Paris et morte le 10 mars 2011 dans la même ville, est une traductrice et éditrice française.

## Biographie
Fille de Jean-Louis Vaudoyer et descendante des architectes Antoine Vaudoyer, Léon Vaudoyer, Alfred Vaudoyer et parente de Georges Vaudoyer, Daphné Vaudoyer contribue naturellement avec Barry Bergdoll (en), Antoinette Le Normand-Romain et Marie-Laure Crosnier Leconte à l'exposition qui leur est dédiée en 1991 au Musée d'Orsay et à l’ouvrage intitulé Les Vaudoyer  : Une dynastie d'architectes, Réunion des Musées Nationaux (ISBN 9782711824861).
Elle  a notamment traduit des ouvrages de l'historien d’art Robert Goldwater sur l'artiste Paul Gauguin. En 1985, elle publie le journal de son aïeule Geneviève Bréton (1848-1918). L'ouvrage remporte le prix Prix Roland de Jouvenel de l’Académie française.
L'ouvrage est traduit en anglais dans une version augmentée sous le titre : In the Solitude of My Soul : The Diary of Genevieve Breton, 1867-1871. Ce journal conte la relation émouvante et tragique de son auteur avec le jeune artiste Henri Regnault ;  il constitue également un document historique sur la vie sociale, culturelle et politique sous le Second Empire en France. Avec pour toile de fond le conflit entre la France et la Prusse, les difficultés et les dangers du siège de Paris et de la Commune.
Suivant les instructions laissées avant sa mort en 1918 par Geneviève Breton, la version en anglais réincorpore des éléments qui avaient été omis dans l'édition française.